# بريندا بانكس
بريندا بانكس (بالإنجليزية: Brenda Banks)‏ هي أمينة الأرشيف أمريكية، ولدت في 1950 في أتلانتا في الولايات المتحدة، وتوفيت في 25 يوليو 2016 في توماستون في الولايات المتحدة.